# Palermo Football Club
El Palermo Football Club es un club de fútbol italiano de Palermo, en Sicilia, fundado en 1900 y refundado varias veces. Actualmente juega en la Serie B, la segunda división del fútbol Italiano. 
En la temporada 2020/21 disputó la Serie C después de haber sido descendido por problemas administrativos en la temporada 2018-19 de la Serie B; el 20 de octubre de 2019, la Unione Sportiva Città di Palermo desapareció oficialmente por impagos de más de 50 millones de euros. 
Creado en 1900 como Anglo-Palermitan Athletic and Foot-Ball Club, el club tuvo varios nombres antes de asumir su forma final. En 2020 obtuvo el ascenso a la Serie C, la tercera división del fútbol nacional.
Durante su historia, el Palermo jugó en todas las categorías profesionales de Italia, y en varias temporadas estuvo en la Serie A durante la década de 1960 y principios de 1970, siendo también doble finalista de la Coppa Italia durante ese período.
Tras su vuelta a la Serie A en 2004, el club se convirtió en uno de los más importantes de Italia, proporcionando cuatro jugadores a la selección italiana que ganó la Copa Mundial de Fútbol de 2006 (Cristian Zaccardo, Fabio Grosso, Andrea Barzagli y Simone Barone). Tras este ascenso logró participar en varias temporadas en la Copa de la UEFA. También se había quedado cerca de jugar la UEFA Champions League y alcanzó la final de la Copa de Italia en 2011, que perdió ante el Inter de Milán.
Los colores oficiales del equipo son el color rosa y el negro, dando lugar al apodo rosanero; otro apodo menos común es aquile, en referencia al águila del logo oficial del club y del escudo de armas de la ciudad de Palermo.
El Palermo juega sus partidos de local en el Estadio Renzo Barbera (anteriormente conocido como La Favorita), que desde 2007 tiene una capacidad de 36.365 personas. Fue construido originalmente en 1932, pero fue renovado a finales de 1980 y sirvió como sede para la Copa Mundial de Fútbol de 1990.

## Historia

### Orígenes

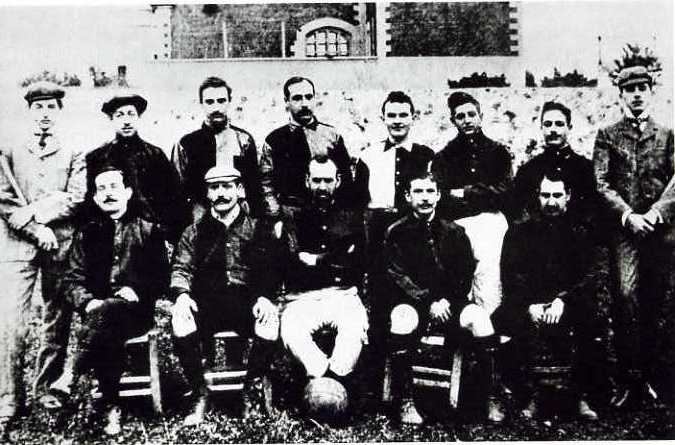
El Histórico primer equipo del Anglo-Palermitan Athletic & Football Club de 1900

Existe cierto debate sobre la fecha exacta en que se fundó el club. Algunas autoridades creen que puede haber sido más pronto debido a la existencia de los documentos dirigidos a Joseph Whitaker, cónsul inglés en Palermo y en un principio cree que es presidente del club en primer lugar, acerca de un equipo de fútbol de Palermo fundada en ese año. Sin embargo, de 1898, la fecha de fundación más común es y declarado oficialmente el 1 de noviembre de 1900, como el Atlético Anglo Panormitan y el Club de Fútbol. El club se cree que ha sido fundado por Ignacio Majo Pagano, un colega de Palermo jóvenes de Whitaker, que había descubierto el fútbol, mientras que en la universidad en Londres, Inglaterra, donde el deporte ya era popular. El personal inicial compuesto por tres ingleses y 9 nativos de Palermo, con Whitaker como presidente honorario, Eduardo De Garston inaugural como presidente, y con el rojo y el azul como los colores del equipo original. El primer partido de fútbol registrados, interpretado por el equipo el 30 de diciembre de 1900, terminó en una derrota 5-0 ante un equipo inglés sin identificar. El primer partido oficial, jugado el 18 de abril de 1901 contra Messina Football Club terminó en una victoria por 3-2 en el lado de Palermo.
En 1907, el club cambió su nombre por el de Palermo Foot-Ball Club, y los colores del equipo fueron cambiados a la corriente de color rosa y negro. Desde 1908 hasta el evento final en 1914, Palermo fue ofrecido en la Copa Lipton Challenge, organizado Inglés de negocios por Sir Thomas Lipton. La competencia vio enfrentar a Nápoles. Palermo ganó el concurso tres veces, incluyendo una victoria de 6-0 en 1912.
Después de un intervalo durante la Primera Guerra Mundial, el club fue refundado en 1919 como Unione Sportiva de Palermo, por un comité de jóvenes universitarios y deportistas. Durante la década de 1920, el club compitió principalmente en el Subcampeonato Liga, una liga de fútbol en el sur de Italia, llegando a las semifinales en 1924, antes de ser noqueado por Audace Taranto, Roma y Alba Internaples. El club se disolvió en debido a problemas financieros de 1927, pero fue reformada un año después, tras una fusión con el vigor de Palermo bajo el nombre de Palermo Club de Fútbol. Originalmente admitido Prima Divisione (Primera División), el equivalente de la Serie C1 de hoy, el equipo fue promovido a la Serie B en 1930 y finalmente llegó a la Serie A en 1932. Desde su primera temporada en primera división de Italia, Palermo se trasladó a una casa nueva, el Littorio Stadio (Lictorian Estadio) en el barrio Favorita, hoy conocido como Stadio Renzo Barbera. El club jugó la Serie A hasta 1936, cuando fueron relegados a la Serie B y jugó por primera vez en el Catania siciliano derbi.
En 1936, Palermo se vio forzado por el régimen fascista de cambiar su franja de color amarillo y rojo, después de los colores oficiales de la municipalidad local. Mientras tanto, las dificultades económicas se levantó, y en 1940 fueron expulsados por la Federación Italiana de Fútbol debido a la financiera problemas. Una fusión con Unione Sportiva Juventina Palermo trajo la fundación de la Unione Sportiva de Palermo, Juventina, que se unió a la Serie C en 1941 y Serie B en 1942.

### Años de la posguerra (1947-2002)
Después de la Segunda Guerra Mundial, el equipo regresó a la Serie A al ganar el campeonato de la Serie B de 1947-48. El nuevo equipo de Palermo aparece con jugadores como la leyenda Checoslovaca Čestmír Vycpálek que firmó junto a Juventus de Conti, Di Bella y Pavesi. [12] Palermo jugó la Serie A hasta que fueron relegados en 1954. [12] [14] Los cambios masivos en el tablero, así como el trabajo del administrador y el equipo tuvo éxito y el club regresó a la Serie A en 1956. Palermo se convirtió en un "yo-yo del club", saltando arriba y abajo entre las dos ligas italianas. Varias estrellas jugó para Palermo durante este período, tales como Argentina Vernazza delantero Santiago (51 goles en 115 partidos con la Rosanero) [15], los porteros Roberto y Anzolin Mattrel Carlo, Giuseppe Furino y Causio Franco. Palermo marcó su mejor campaña en 1961-62 temporada, finalizando octavo en la Serie A. Sin embargo, en 1963, que fueron relegados a la Serie B, y jugó allí por cinco temporadas. Palermo jugó de nuevo en la Serie A entre 1968-1970.
En 1970, Renzo Barbera tomó las riendas del club como el nuevo presidente. Después de 1973, Palermo FBC se mantuvo firmemente arraigado en la Serie B. A pesar de esto, Palermo llegó a dos finales de Copa de Italia, tanto de los que perdió por estrecho margen: en 1974 a Bolonia en la tanda de penaltis, y en 1979 a la Juventus en la prórroga. Barberá dejó el club en 1980 y Palermo fueron relegados a la Serie C1 cuatro años más tarde. La temporada 1985-86 que terminó en el verano fue sin embargo la última de Palermo FBC por tener tan sólo se salvaron del descenso, el club fue expulsado por la federación de fútbol debido a problemas financieros. En el verano de 1987, después de un año sin fútbol profesional en Palermo, el club fue refundado con su nombre actual, y comenzó a jugar en la Serie C2, que se ganó muy pronto.
En la década de 1990, Palermo jugó entre la Serie B y Serie C1 con un máximos de unos pocos, como el B y Serie 1995-1996 Coppa Italia la campaña, el fin último de los cuartos de final, y un número de bajas, como el descenso de 1998 a Serie C2 después de la derrota en los play-offs de Battipagliese, posteriormente revocada por la federación para llenar un espacio vacante liga [16].
En marzo de 2000, el AS Roma el presidente Franco Sensi, dirigió una compañía holding para la compra de Palermo y Sergio D'Antoni se convirtió en el presidente de Palermo [17] y Palermo fueron promovidos a la Serie B un año más tarde después de una semana dramática final de la temporada, con Palermo vuelve desde atrás para tomar el primer lugar de la liga acolchados rivales siciliana de Messina. La temporada de regreso por primera vez en la Serie B, con Bortolo Mutti como entrenador en jefe, era un sin acontecimientos uno, con Palermo que termina en una ubicación mitad de la tabla.

### La era Zamparini: volver a los años de la Serie A y Europa (2002-2019)

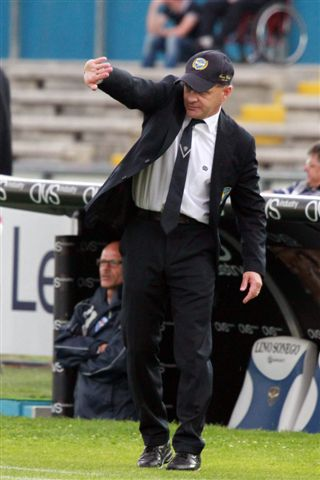
Giuseppe Iachini fue mediocampista del Palermo midfielder en los años 1990, reemplazó a Gennaro Gattuso como entrenador en la temporada 2013–14 y llevó al club al título de la Serie B imponiendo un récord de puntos en una temporada de segunda división.

En el verano de 2002, el empresario Friuli Venezia y propietario Maurizio Zamparini adquirió el club de Franco Sensi, en un intento €15 millones, con la clara intención de traer de regreso a Palermo de la Serie A y luego establecer el club de la Serie A como regular con los objetivos de participaciones en competiciones europeas.  Palermo falló en su primer intento de llegar a la Serie A en 2002-03 en la última semana de la temporada, pero más tarde se las arregló para alcanzar después de una dura pero exitosa campaña 2003-04, que vio coronada Palermo Serie B como campeón y ascendido a la Serie A después de 31 años bajo el entrenador en jefe Francesco Guidolin, quien fue contratado en enero de 2004 en sustitución de Silvio Baldini despedidos. El actual director de Palermo Delio Rossi.
La temporada 2004-05, la primera en la Serie A para el club de Palermo desde 1973, terminó con un excelente sexto lugar, asegurar la clasificación para la Copa de la UEFA 2005-06, por primera vez en su historia. Luca Toni se rompió la Serie A Palermo récord de goles por cosechando 20 goles en la liga. Guidolin izquierda en 2005 y fue reemplazado por Luigi Delneri, que no logró repetir los éxitos de su predecesor y más tarde fue sustituido por Giuseppe Papadopulo. A pesar de un lugar impresionante octavo lugar en la Serie A, Palermo llegó a los últimos 16 en la Copa de la UEFA, así como la Copa de Italia en semifinales. Volver Guidolin fue seguido por Palermo de ser admitido para jugar la Copa UEFA de nuevo debido a la Serie 2006 Un escándalo y los jugadores Palermo Andrea Barzagli, Zaccardo Cristian Barone Simone y Fabio Grosso fue coronado ganadores de la Copa del Mundo 2006. Un número impresionante de firmas se hicieron para establecer un equipo ambicioso, [19] y un buen comienzo en la campaña 2006-07 apareció inicialmente para confirmar esto. Sin embargo, una racha sin ganar 11 juegos causado Palermo a caer del tercer al séptimo lugar. El club terminó la temporada en el quinto lugar y calificado de nuevo a la Copa UEFA para la temporada siguiente, con Stefano Colantuono en el lugar de Guidolin. Una serie de actuaciones mediocres dejó el Rosanero en el octavo lugar, siete puntos menos que el cuarto punto de la UEFA Champions League, y una aplastante derrota a domicilio 5-0 a la Juventus Zamparini llevó a despedir a Colantuono el 26 de noviembre de 2007 y llamada en Guidolin para un cuarto hechizo como jefe de Palermo. El 24 de marzo de 2008 Guidolin fue despedido y dejó el club por cuarta vez con su predecesor Stefano Colantuono hacerse cargo por segunda vez en la temporada.
Colantuono fue confirmado como jefe de Palermo para la temporada 2008-09. En el mercado de fichajes de verano, las estrellas del club como Amauri, Barzagli y Zaccardo se han vendido. Nuevos fichajes incluidos los internacionales italianos antiguos y actuales Marco Amelia, Fabio Liverani y Antonio Nocerino. El Rosanero comenzó su temporada con una derrota en casa 1-2 al decepcionante Lega Pro Prima Divisione lado Ravenna en la tercera ronda de la Copa de Italia. Después de sólo un partido de la nueva campaña, una derrota 1-3 al Udinese, Zamparini despedido Colantuono, y el papel de entrenador en jefe de entonces fue dado a Davide Ballardini. [22] Con Ballardini como entrenador en jefe, Palermo terminó la temporada con un octavo respetable lugar, y también ganó su primer título nacional Campeonato Primavera, bajo la dirección de la juventud entrenador Rosario Pergolizzi. [23] Después de la final de la temporada, Palermo desestimó Ballardini desde el puesto de entrenador tras los desacuerdos con la junta, y lo reemplazó con Walter Zenga , cuyo nombramiento del siciliano eterno rival, Catania fue recibida con sorpresa y consternación de los partidarios de ambas partes [24] reinado Zenga es sin embargo sólo duró trece partidos, ya que fue despedido el 23 de noviembre de 2009 debido a los malos resultados, irónicamente, después de un 1. - una casa vinculada a los rivales de Sicilia, así como exequipo Zenga, el Catania, [25] con el ex Lazio jefe Delio Rossi de ser nombrado en su lugar. [26] Bajo la tutela de Delio Rossi, los resultados mejorado dramáticamente, y Palermo estableció un récord de siete triunfos consecutivos en casa, y también logró resultados tan prestigiosas como dos victorias 2-0 contra el italiano Milán AC gigantes y la Juventus, el último triunfo, logrado en febrero, encabezada Palermo para pasar por encima de la Juventus en el cuarto lugar, se establece el Rosanero tan grave aspirantes a un puesto de la UEFA Champions League, que perdió en última instancia a la Sampdoria por un solo punto. Temporada como también puso en marcha nuevas estrellas emergentes como mediocampista Javier Pastore y el portero Salvatore Sirigu, quien se convirtió en parte integral de sus equipos internacionales correspondientes.
La nueva temporada comenzó con Delio Rossi sigue a cargo del club: Simon Kjær y Edinson Cavani dejó el club, y algunos jóvenes más prometedores se han firmado (sobre todo argentinos Ezequiel Muñoz y el dúo esloveno de Armin Bacinovic y Josip Ilicic), además de más experiencia adquisiciones tales como forwards Massimo Maccarone, Mauricio Pinilla y Simon Makienok. La temporada 2010-11 también marcó el regreso de Palermo en el fútbol continental, en la UEFA Europa League. Palermo llegó a su tercera Copa Italia final después de derrotar a Milan 4-3 en el global el 10 de mayo de 2011, luego de perder 1-3 para el Inter en la final.
En la temporada 2012/13, el Palermo pierde la categoría tras perder contra la Fiorentina, pero vuelve un año después.
El Palermo gana la Serie B con un equipo muy fuerte y muchos jugadores jóvenes que se afirmarán también en la Serie A 2014/15 como Paulo Dybala, Andrea Belotti y El Mudo Franco Vázquez.
En la temporada 2015/16 Palermo consigue la permanencia en la Serie A en el último partido del campeonato.
Sin embargo en la temporada 2016/17 no pudo evitar el descenso.
Tras de dos temporadas en la Serie B luchando para el ascenso, el 12 de julio de 2019 fue declarado en bancarrota y descendido a la Serie D, categoría amateur del fútbol italiano donde debió refundarse con un nuevo nombre. El 29 de julio de 2019 el club quedó inscrito para la Serie D 2019-20 bajo el nombre de Società Sportiva Dilettantistica Palermo.

### Renacimiento del club (2019-actualidad)
Para la temporada 2019-2020 el club se vio obligado a jugar en la Serie D, la cuarta categoría del fútbol italiano tras quedar en bancarrota. En septiembre de 2019, el club debutó en la última división profesional de Italia con un triunfo de visitante por 1-0 frente al Marsala ganando sus primeros 10 partidos, lo que le permitió ser puntero de su Grupo I. El Palermo ascendió a la Serie C luego de suspenderse la competición en febrero de 2020 por la pandemia de coronavirus en una decisión tomada por la organización por la que todos los que fueran primeros de grupo en ese momento (como sucedía al Palermo) y fueran financieramente solventes, ascendieran a la siguiente categoría. Luego del ascenso al tercer nivel del fútbol italiano, el club cambió su nombre a Palermo Football Club. En 2022 consigue el ascenso a la Serie B tras ganar la promoción de ascenso de la Serie C.

## Más información

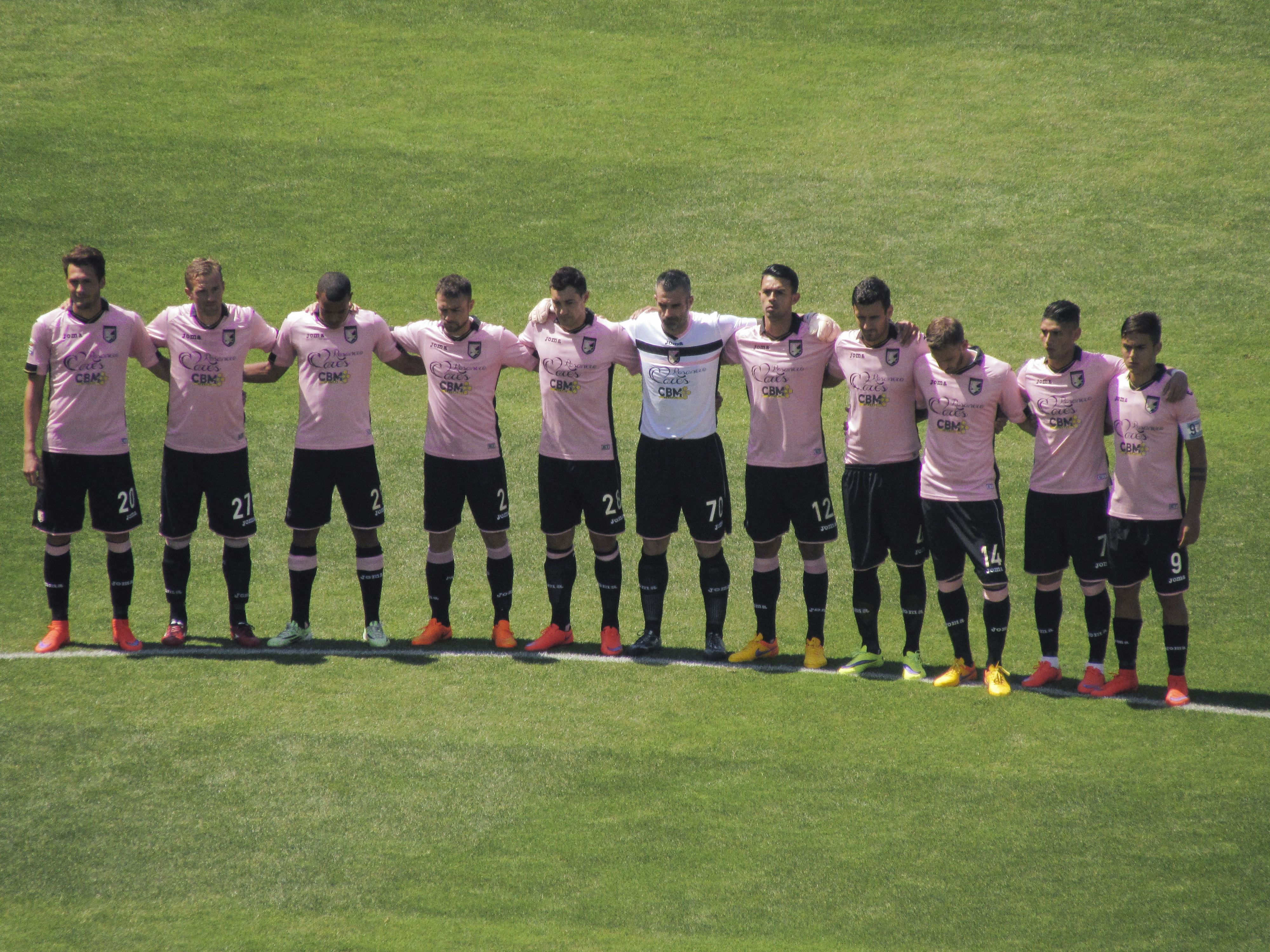
La formación del Palermo en el 2015.

- La formación del Palermo en el 2015.Se encuentra actualmente en 156 ° en el ranking IFFHS.
- La sede social está en las oficinas del estadio.
- el equipo se entrena en el Campo Tenente Onorato.
- Palermo tiene una página oficial en Facebook (U.S. Città di Palermo - Pagina ufficiale).
- el equipo tiene una aplicación oficial para iOS y para Android.

## Uniforme
- Equipación titular: Camiseta rosa, pantalón negro y medias negras con detalles rosas. Marca Kappa.
- Equipación Secundario: Camiseta negra con banda rosa y blanca, pantalón y medias negras. Marca Kappa.
- Tercera Equipación: Camiseta blanca con banda rosa y negra, pantalón y medias blancas. Marca Kappa.

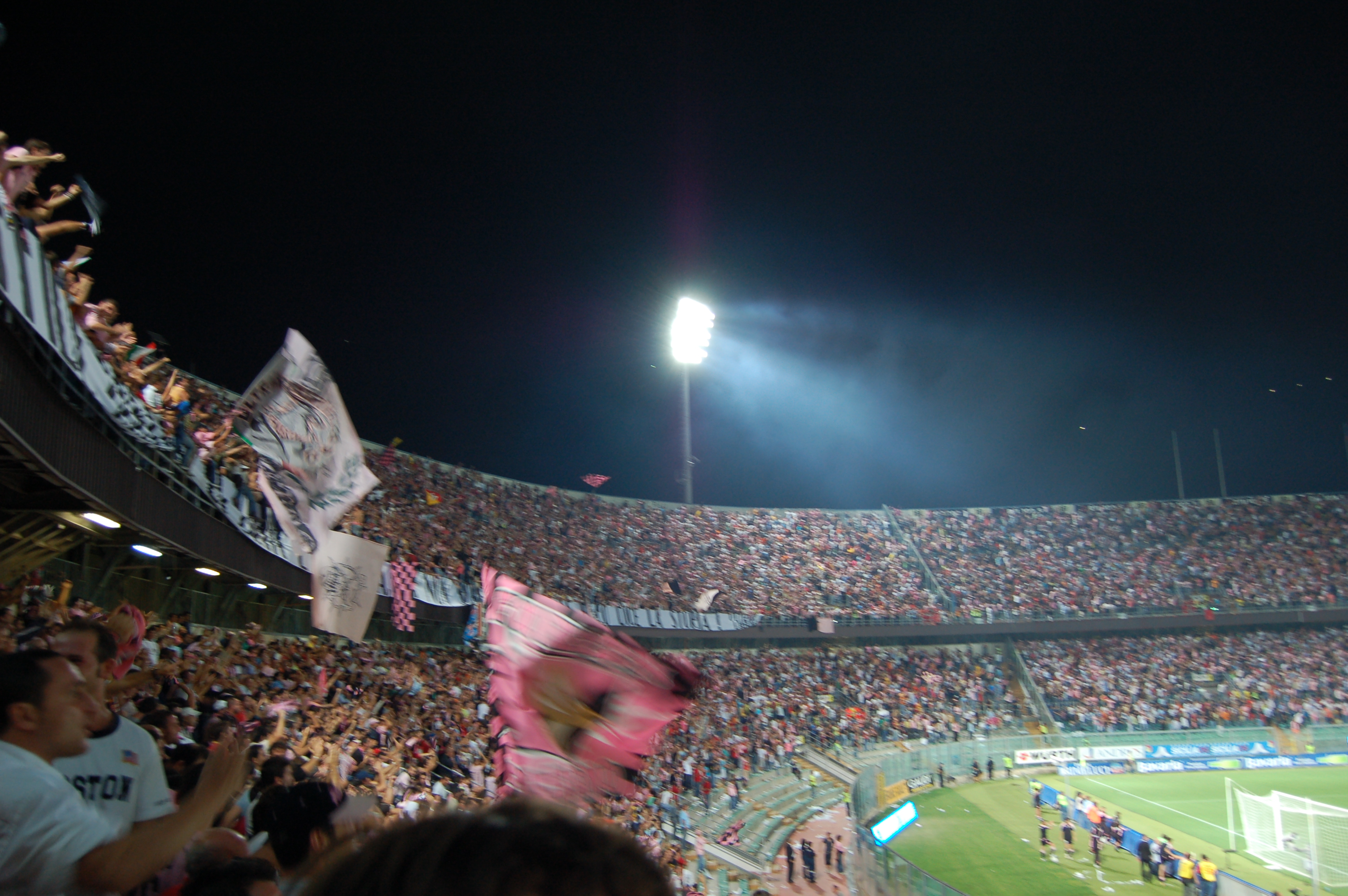
Estadio Renzo Barbera en un partido versus el Catania, en 2006,

### Espónsor de la marcas y Patrocinadores
| Periodo   | Proveedor | Sponsor                                                              |
| --------- | --------- | -------------------------------------------------------------------- |
| 1979–80   | Pouchain  | No hubo                                                              |
| 1981–82   | NR        | Vini Corvo                                                           |
| 1983–84   | NR        | Pasta Ferrara                                                        |
| 1985–86   | NR        | Juculano                                                             |
| 1987–90   | NR        | Città di Palermo                                                     |
| 1989–90   | Hummel    | Città di Palermo                                                     |
| 1990–91   | ABM       | Città di Palermo                                                     |
| 1991–92   | ABM       | Seleco                                                               |
| 1992–93   | ABM       | Giornale di Sicilia                                                  |
| 1993–94   | ABM       | Toka                                                                 |
| 1994–96   | ABM       | Provincia Regionale di Palermo                                       |
| 1996–97   | Kappa     | Giornale di Sicilia                                                  |
| 1997–98   | Kappa     | Tomarchio Naturà                                                     |
| 1998–99   | Kappa     | Palermo Provincia Turistica                                          |
| 1999–00   | Kronos    | Tele+                                                                |
| 2000–01   | Lotto     | Alitalia                                                             |
| 2001–02   | Lotto     | LTS                                                                  |
| 2002–06   | Lotto     | Provincia di Palermo                                                 |
| 2006–08   | Lotto     | No hubo                                                              |
| 2008      | Lotto     | Pramac                                                               |
| 2008–09   | Lotto     | No hubo                                                              |
| 2009–10   | Lotto     | Betshop                                                              |
| 2010      | Lotto     | Eurobet                                                              |
| 2010–11   | Legea     | Eurobet                                                              |
| 2011–12   | Legea     | Eurobet & Burger King                                                |
| 2012–2013 | Puma      | Eurobet & Italiacom                                                  |
| 2013–2014 | Puma      | Palermocalcio.it & Sigma                                             |
| 2014–2015 | Joma      | RosaneroCares & CBM                                                  |
| 2015–2017 | Joma      | No hubo                                                              |
| 2017–2019 | Legea     | No hubo                                                              |
| 2019      | Legea     | Gruppo Arena c/o Super Conveniente                                   |
| 2019–hoy  | Kappa     | Bisaten, Gruppo Arena, Ottica Lipari, ACI, DVP and Gagliano Gioielli |

### Evolución

#### Local
| 2021-22 | 2020-21 | 2019-20 | 2018-19 | 2017-18 | 2016-17 | 2015-16 | 2014-15 |  |
| 2013-14 | 2012-13 | 2011-12 | 2010-11 | 2008-10 | 2007-08 | 2006-07 | 2005-06 |  |

#### Visita
| 2021-22 | 2020-21 | 2019-20 | 2018-19 | 2017-18 | 2016-17 | 2015-16 | 2014-15 |  |
| 2013-14 | 2012-13 | 2011-12 | 2010-11 | 2008-10 | 2007-08 | 2006-07 | 2005-06 |  |

#### Tercero
| 120 Aniversario | 2018-19 | 2017-18 | 2016-17 | 2015-16 | 2014-15 | 2012-13 | 2011-12 |
| 2010-11         | 2008-10 | 2007-08 | 2006-07 | 2005-06 |         |         |         |

## Jugadores
Entre los jugadores suramericanos más importantes de la historia del club estan:
- Edgar Barreto
- Edinson Cavani
- Paulo Dybala
- Abel Hernández
- Ezequiel Muñoz
- Javier Pastore
- Mauricio Pinilla
- Mario Alberto Santana
- Hector Scarone
- Franco Vázquez
- Santiago Vernazza

Además cuatro jugadores del club ganaron el Mundial de Alemania 2006:
- Andrea Barzagli
- Simone Barone
- Fabio Grosso
- Cristian Zaccardo

### Más presencias en el club

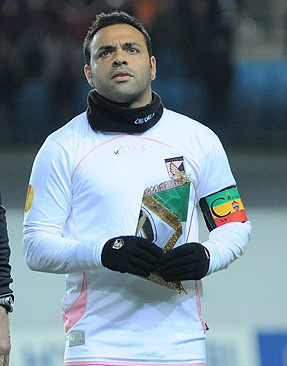
Fabrizio Miccoli, máximo goleador del Palermo.

| #   | Nombre                         | Partidos |
| --- | ------------------------------ | -------- |
| 1°  | Roberto Biffi                  | 321      |
| 2°  | Enzo Benedetti                 | 274      |
| 3°  | Antonio De Bellis (futbolista) | 258      |
| 4°  | Alberto Malavasi               | 248      |
| 5°  | Mauro Di Cicco                 | 237      |
| 6°  | Gennaro Santillo               | 234      |
| 7°  | Franco Landri                  | 222      |
| 8°  | Franco Brienza                 | 219      |
| 9°  | Valerio Majo                   | 212      |
| 10° | Pietro De Sensi                | 203      |

### Máximos goleadores
| #   | Nombre              | Goles |
| --- | ------------------- | ----- |
| 1°  | Fabrizio Miccoli    | 95    |
| 2°  | Carlo Radice        | 64    |
| 3°  | Santiago Vernazza   | 53    |
| 4°  | Luca Toni           | 51    |
| 5°  | Gaetano Troja       | 48    |
| 6°  | Dante Di Maso       | 42    |
| 7°  | Silvino Bercellino  | 42    |
| 8°  | Edinson Cavani      | 37    |
| 9°  | Massimo De Stefanis | 37    |
| 10° | Abel Hernández      | 36    |

## Palmarés

### Era amateur
- Whitaker Challenge Cup (1): 1908
- Lipton Trophy (3): 1910, 1912, 1913

### Era profesional

#### Torneos nacionales
- Serie B (5): 1931-32, 1947-48, 1967-68, 2003-04, 2013-14
- Serie C (1): 1941-42
- Serie C1 (3): 1984-85, 1992-93, 2000-01
- Serie C2 (1): 1987-88
- Serie D (1): 2019-20
- Coppa Italia Serie C (1): 1992-93

## Participación en competiciones europeas
| Temporada | Competición   | Ronda            | Club                      | Cómputo global | Ida     | Vuelta     |
| --------- | ------------- | ---------------- | ------------------------- | -------------- | ------- | ---------- |
| 1960      | Copa Mitropa  | Grupo            | Diósgyőri VTK Miskolc     | 1-4            | 1-2 (F) | 0-2 (C)    |
| 1969      | Copa Mitropa  | 1/8              | Inter Slovnaft Bratislava | 1-3            | 0-3 (F) | 1-0 (C)    |
| 2005/06   | UEFA Cup      | 1R               | Anorthosis Famagusta      | 6-1            | 2-1 (C) | 4-0 (F)    |
| 2005/06   | UEFA Cup      | Grupo B          | Maccabi Petach Tikvah     | 2-1            | 2-1 (F) |            |
| 2005/06   | UEFA Cup      | Grupo B          | Lokomotiv Moscú           | 0-0            | 0-0 (C) |            |
| 2005/06   | UEFA Cup      | Grupo B          | RCD Espanyol              | 1-1            | 1-1 (F) |            |
| 2005/06   | UEFA Cup      | Grupo B (1e)     | Brøndby IF                | 3-0            | 3-0 (C) |            |
| 2005/06   | UEFA Cup      | 3R               | Slavia Praga              | 2-2 u          | 1-2 (F) | 1-0 (C)    |
| 2005/06   | UEFA Cup      | 1/8              | FC Schalke 04             | 1-3            | 1-0 (C) | 0-3 (F)    |
| 2006/07   | UEFA Cup      | 1R               | West Ham United FC        | 4-0            | 1-0 (F) | 3-0 (C)    |
| 2006/07   | UEFA Cup      | Grupo H          | Eintracht Frankfurt       | 2-1            | 2-1 (F) |            |
| 2006/07   | UEFA Cup      | Grupo H          | Newcastle United FC       | 0-1            | 0-1 (C) |            |
| 2006/07   | UEFA Cup      | Grupo H          | Fenerbahçe SK             | 0-3            | 0-3 (F) |            |
| 2006/07   | UEFA Cup      | Grupo H (4e)     | Celta de Vigo             | 1-1            | 1-1 (C) |            |
| 2007/08   | UEFA Cup      | 1R               | FK Mladá Boleslav         | 1-1 (2-4 p.p.) | 1-0 (F) | 0-1 nv (C) |
| 2010/11   | Europa League | Clasificatoria 4 | NK Maribor                | 5-3            | 3-0 (C) | 2-3 (F)    |
| 2010/11   | Europa League | Grupo F          | CSKA Moscú                | 1-6            | 0-3 (C) | 1-3 (F)    |
| 2010/11   | Europa League | Grupo F          | Sparta Praga              | 4-5            | 2-3 (F) | 2-2 (C)    |
| 2010/11   | Europa League | Grupo F (3e)     | FC Lausanne-Sport         | 2-0            | 1-0 (C) | 1-0 (F)    |
| 2011/12   | Europa League | Clasificatoria 3 | FC Thun                   | 3-3 u          | 2-2 (C) | 1-1 (F)    |